# Vores mand i Amerika
Vores mand i Amerika er en dansk spillefilm fra 2020 instrueret af Christina Rosendahl.

## Handling
I 1939 flytter verdensmanden Henrik Kauffmann ind i den danske ambassade og sammen med sin hustru og to døtre i en villa i Washington D.C., USA. Blandt ambassadens ansatte og andre danskere i byen er der en splittelse mellem dem, der tror på fædrelandets neutralitetspolitik, og dem, der mener, at man skal kæmpe mod nazisterne. Kauffmann overbevises af advokaten Povl Bang-Jensen, at diplomatiet kan have en anden  rolle under en krig.
Da Danmark angribes 9. april 1940 af det nazistiske Tyskland med krav om øjeblikkelig og betingelsesløs kapitulation, overgiver regeringen sig efter få timer og indleder herefter et samarbejde med nazisterne. Men på den anden side af Atlanten sidder Danmarks gesandt i USA Henrik Kauffmann, der vælger at erklære sig uafhængig og dermed nægter at tage imod ordrer fra regeringen i København, da han anser den for under fjendtlig kontrol og uden fri vilje. Kauffmann nægter at føje de tyske krav og iværksætter i stedet en rebelsk plan for at besejre Hitler og dermed give den danske befolkning friheden tilbage.
Den danske regering anklager Kauffmann for landsforræderi og lukker for de økonomiske overførsler til ambassaden. Han føler sig nødsaget til at begå ulovlig kursspekulation i danske statsobligationer og nødsaget til at få adgang til den danske guldreserve, som er blevet sejlet i sikkerhed fra nazisterne og deponeret i Federal Reserve Bank of New York.
Kauffmanns opgave er dermed at få amerikanerne til at anerkende ham som repræsentant for Det Frie Danmark. For at det kan lade sige gøre skal Kauffmann have amerikanerne, der ikke er interesserede i at blande sig i europæernes krig, til at bygge luftbaser på Grønland. I 1941 underskriver Kauffmann "på kongens vegne" og med tilslutning fra landsfogederne i Grønland en overenskomst med USA om forsvaret af Grønland og levering af forsyninger til grønlænderne (som Danmark var afskåret fra at levere). Den gav USA ret til at bygge militære anlæg i den daværende danske koloni. Den danske regering protesterede mod overenskomsten, afskedigede Kauffmann og sigtede ham for landsforræderi. De danske generalkonsuler i USA erklærede sig dog solidariske med ham, hvorefter også de blev afskediget. 
Centralt i fortællingen står også hustruen Charlotte Kauffmann, som er uundværlig i de diplomatiske bestræbelser. Det er Charlotte Kauffmann, der hjælper sin mand med at skrive danmarkshistorie, men det er også hende, der sætter punktum for hans liv.

## Medvirkende
- Ulrich Thomsen som Henrik Kauffmann
- Mikkel Boe Følsgaard som Povl Bang-Jensen
- Esben Dalgaard som Einar Blechingberg
- Søren Sætter-Lassen som Svenningsen
- Denise Gough som Charlotte Kauffmann[2]
- Zoë Tapper som Zilla, Charlottes søster[3]
- Burn Gorman som Berle
- Henry Goodman som Franklin D. Roosevelt
- Ross McCall som Mason Sears
- Pixie Davies som Poppin
- Amber Fernée som Tilda
- Rosemary Aburrow som Lisa
- Nicholas Blane som Winston Churchill
- Miri-Ann Beuschel som Lauring
- Hans Henrik Clemensen som Statsminister Buhl

- Danmarks ambassadør i Japan Henrik Kauffmann i 1932
- Ulrich Thomsen
- Mikkel Boe Følsgaard